# کلیسای چوپان
کلیسای چوپان یا کلیسای آندره‌ورتی مقدس مربوط به دوره صفوی است و در جلفا، کنار رود ارس، بر سر راه کلیسای سنت استپانوس واقع شده و این اثر که از جمله کلیساهای ارامنهٔ ایران است در تاریخ ۱۷ اسفند ۱۳۸۱ با شمارهٔ ثبت ۷۷۴۳ به‌عنوان یکی از آثار ملی ایران به ثبت رسیده‌است.

## تاریخچه و سبک معماری
کلیسای چوپان متعلق به قرن ۱۶ میلادی است و به دلیل اینکه محل کلیسا در چراگاه منطقهٔ دره شام بنا شده بود، محل عبادت چوپان‌های ارمنی منطقهٔ دره شام بشمار می‌رفت. بنا به روایتی دو کلیسا به همت دو برادر چوپان بنا شده‌است، یکی در این سمت رودخانه ارس و دیگری دقیقاً در جناح روبه رو که متأسفانه در سالهای اخیر تخریب شده‌است.

## سبک معماری
ساختمان کلیسا از خارج مربعی شکل به ابعاد ۷٫۷ در ۵٫۷ متر و از داخل صلیبی شکل بوده و کلیسای کوچک (Chapel) محسوب می‌گردد. ورودی اصلی در قسمت غربی بنا قرار داشته و محراب آن در سمت شرق بنا می‌باشد. مصالح بکار رفته در ساختمان آن سنگ و ملات است و سطح دیوارهای داخلی با گچ پوشانده شده‌است. بنا فاقد هر گونه حجاری است. این کلیسا دارای گنبد کوچکی با پلان دایره شکل است که بر روی آن چهار نورگیر در چهار جهت تعبیه شده‌است. در سمت غرب کلیسا آثار و بقایای بنای ویران شده‌ای موجود است که احتمالاً بخشی از کلیسا را تشکیل داده‌است. در محوطه اطراف کلیسا سنگ صلیبهایی بوده‌است که جهت حفظ آنها تعدادی به تبریز منتقل گردیده‌است.
پوسته خارجی کلیسا به وسیله سنگ ساخته شده و دارای یک گنبد کوچکی می‌باشد که اخیراً مرمت گردیده‌است. داخل کلیسا خیلی کوچک است و بیش از ده نفر در آن جای نمی‌گیرد. طاق‌های آن نیز به مانند کلیساهای دیگر جناغی شکل است.

## موقعیت جغرافیائی
کلیسای چوپان تقریباً در ۵ کیلومتری غرب شهر مرزی جلفا، در ساحل رود ارس در استان آذربایجان شرقی و در میان کوه‌های رسوبی سرخ رنگ قرار گرفته‌است و طوری در آنجا مکان گزیده که به‌صورت جزء طبیعت لاینفک آنجا درآمده است. این کلیسا در سال ۱۵۱۸ میلادی احداث گردیده و در سال ۱۸۳۶ میلادی بازسازی گردیده‌است. چنانچه از نام آن قابل استنباط است شاید این کلیسا برای چوپان‌هایی که مشغول چرای حیوانات در مراتع آنجا بودند طراحی شده تا آنها برای به عمل آوردن فیوضات خود به روستاهای دره شام مراجعت نکنند.

## ثبت در میراث جهانی یونسکو
کلیسای چوپان که در زبان محلی به «ناخیرچی» مشهور است. در کنار دیراستپانوس مقدس در ماه مه ۲۰۰۸ میلادی در فهرست آثار یونسکو به ثبت جهانی رسید. این بنا توسط سازمان میراث فرهنگی و همکاری سازمان منطقه آزاد ارس در سال ۲۰۱۵ میلادی مرمت گردید و در همان سال به یاد شهدای ارامنه تقدیس مجدد گردید، این کلیسا در حال حاضر تخت مالکیت شورای خلیفه گری ارامنه آذربایجان اداره می‌شود.

## نگارخانه

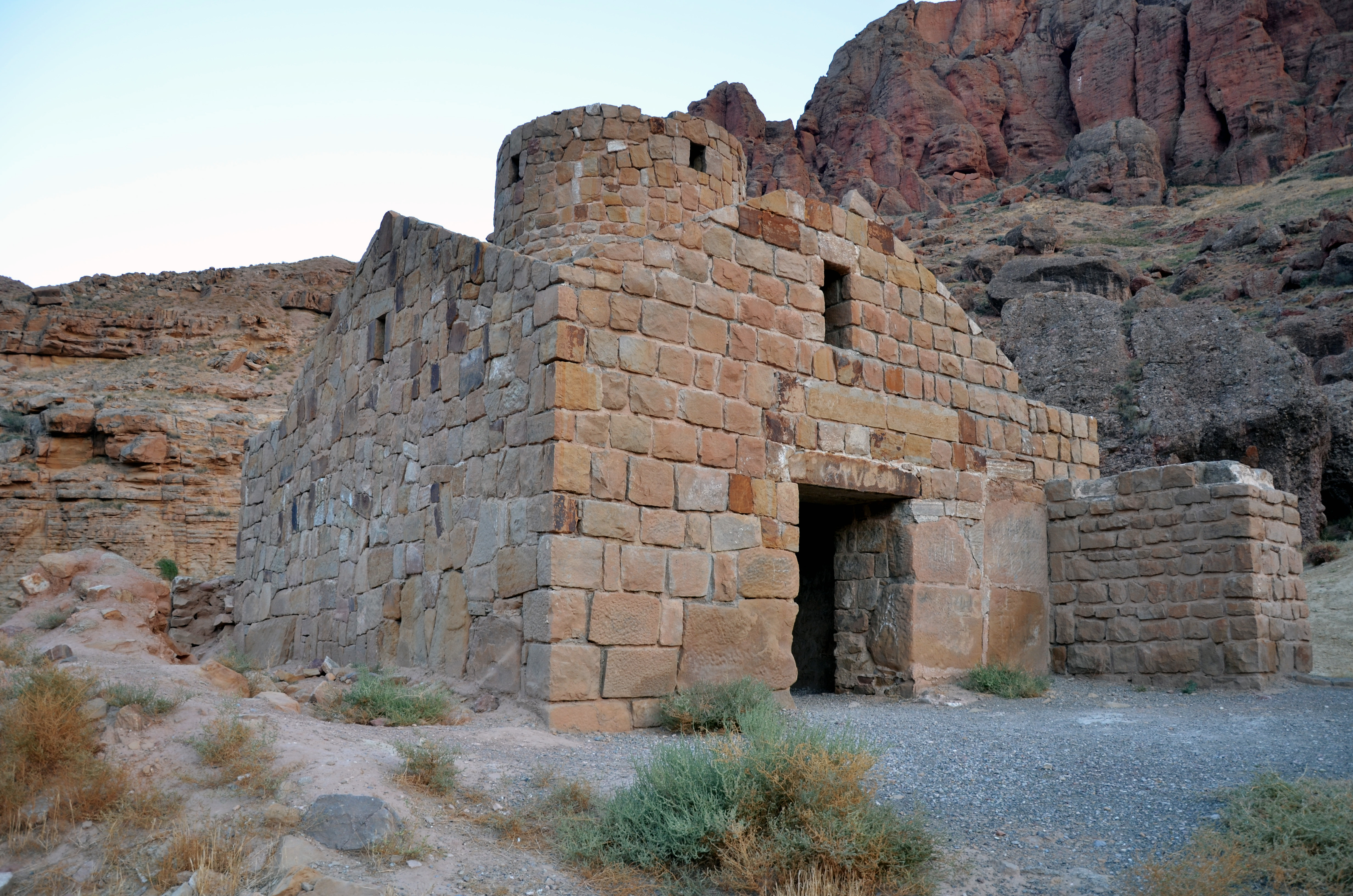
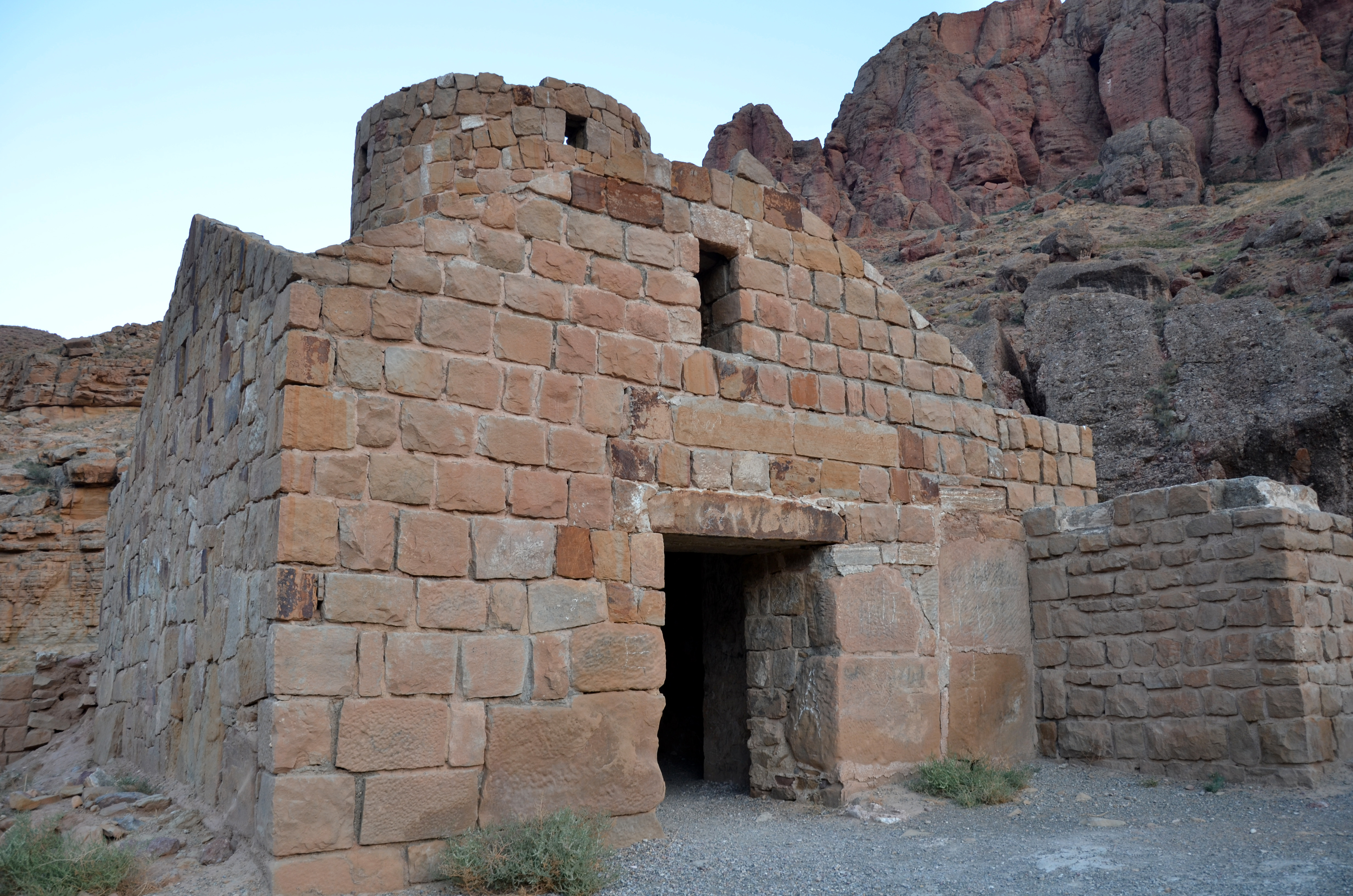
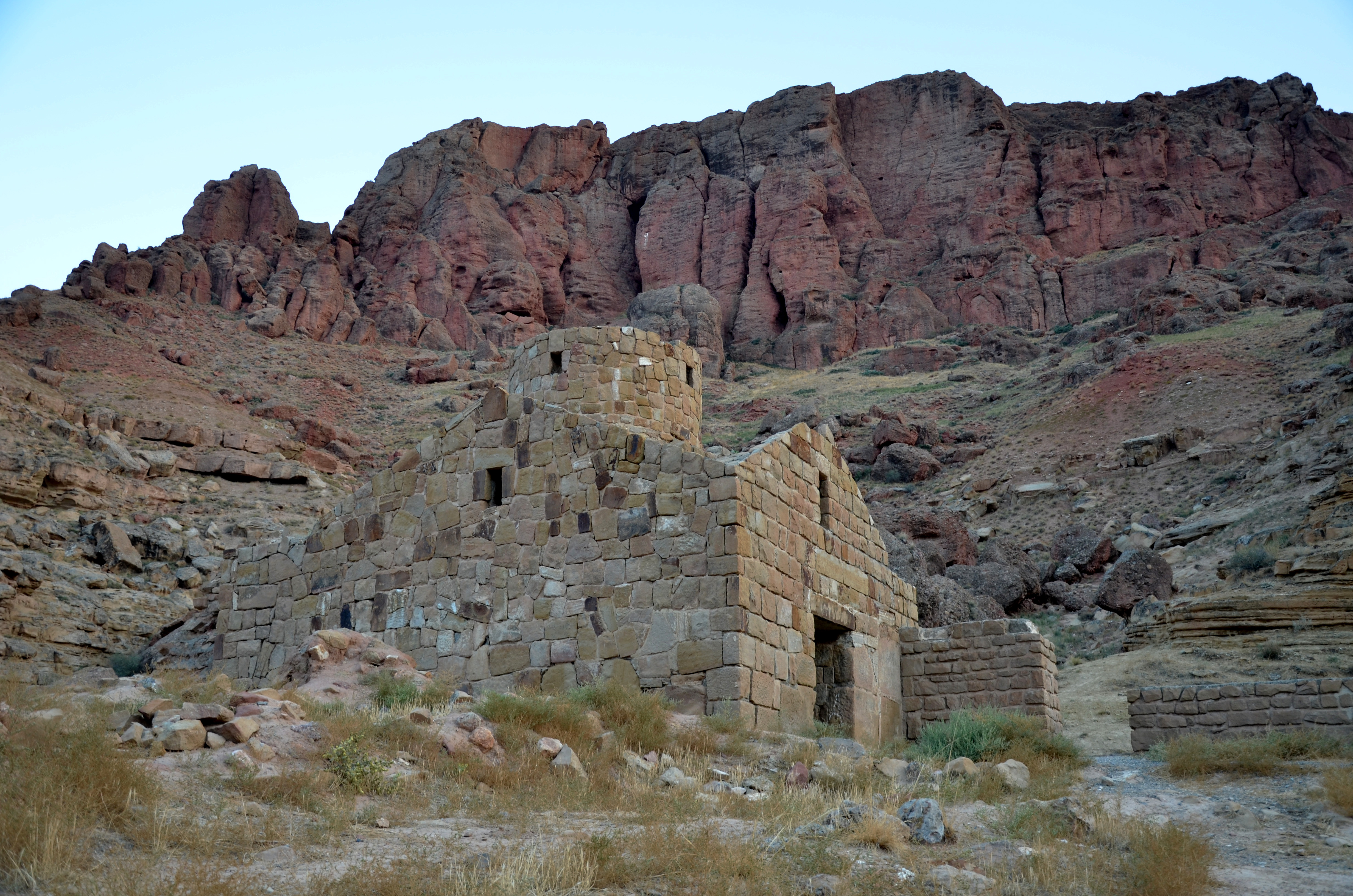